# Лонгена
Лонгена, Лонґена (італ. Longhena) — муніципалітет в Італії, у регіоні Ломбардія, провінція Брешія.
Лонгена розташована на відстані близько 440 км на північний захід від Рима, 70 км на схід від Мілана, 16 км на південний захід від Брешії.
Населення — 584 особи (2014).
Щорічний фестиваль відбувається 9 жовтня. Покровитель — San Dionigi.

## Демографія
Населення за роками:

Станом на 1 січня 2023 року в муніципалітеті офіційно проживало 27 іноземців з 8 країн, серед них 11 громадян країн Євросоюзу та 1 громадянин України.

## Сусідні муніципалітети
- Брандіко
- Корцано
- Делло
- Маїрано